# پول تیلدوم
پول تیلدوم (انگلیسی: Pål Tyldum؛ زادهٔ ۲۸ مارس ۱۹۴۲) ورزشکار اسکی صحرانوردی اهل نروژ بود.
وی در مسابقات کشوری و بین‌المللی در مجموع برندهٔ ۲ مدال طلا، ۳ مدال نقره شده‌است.